# 의약품 및 개인 위생용품의 환경적 영향
의약품 및 개인 위생용품의 환경적 영향(영어: environmental impact of pharmaceuticals and personal care products)은 적어도 1990년대부터 조사되고 있다. 의약품 및 개인 위생용품(영어: pharmaceuticals and personal care products, PPCP)에는 개인의 건강 또는 미용 목적으로 개인이 사용하는 물질과 가축의 성장 또는 건강을 증진하기 위해 농업 기업이 사용하는 제품이 포함된다. 매년 2천만 톤 이상의 PPCP가 생산된다. 유럽 연합은 물과 토양을 오염시킬 가능성이 있는 의약품 잔류물을 "우선 물질(priority substances)"로 선언했다.[3]

## 같이 보기
- 약물 오염
- 플라스틱 펠릿 오염
- 은나노 입자의 환경적 영향
- 환경 잔류성 제약 오염물질
- 수질 오염

## 더 읽을거리
- Kümmerer K (2010). “Pharmaceuticals in the Environment”. 《Annual Review of Environment and Resources》 35: 57–75. doi:10.1146/annurev-environ-052809-161223. S2CID 29671379.
- Kumar RR, Lee JT, Cho JY (2012). “Fate, occurrence, and toxicity of veterinary antibiotics in environment”. 《Journal of the Korean Society for Applied Biological Chemistry》 55 (6): 701. doi:10.1007/s13765-012-2220-4. S2CID 83822536.